# Reich tedesco

Reich tedesco, 1871–1914

Reich tedesco, 1919–1937

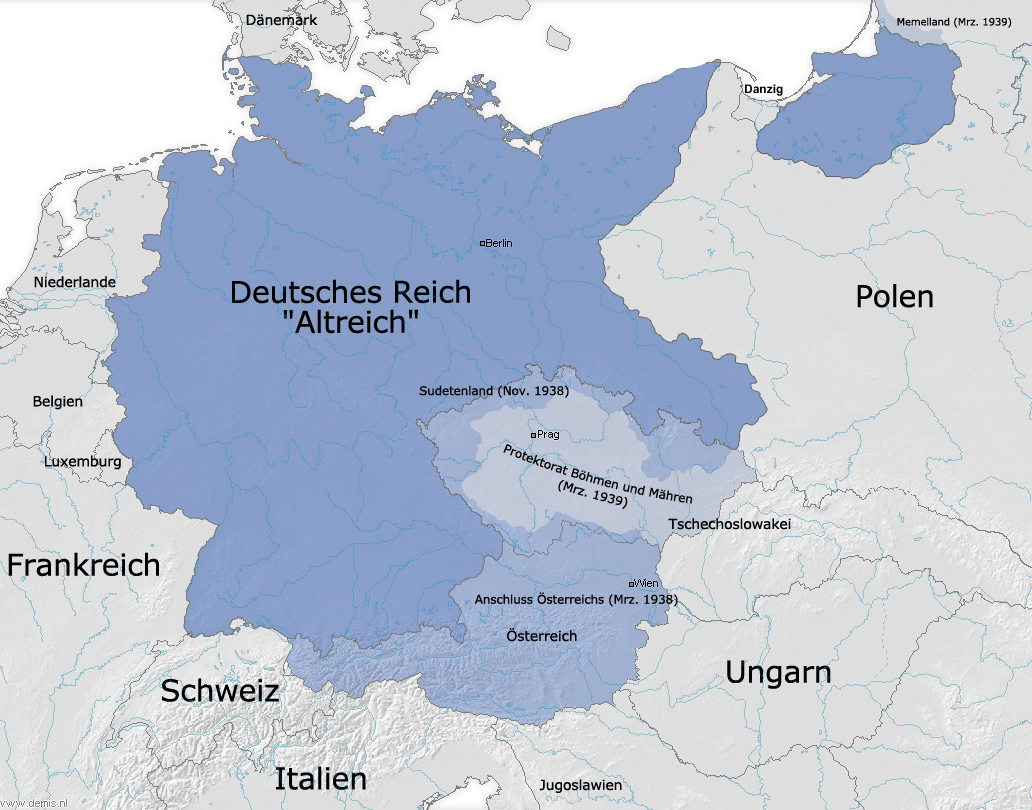
Reich tedesco, 1939

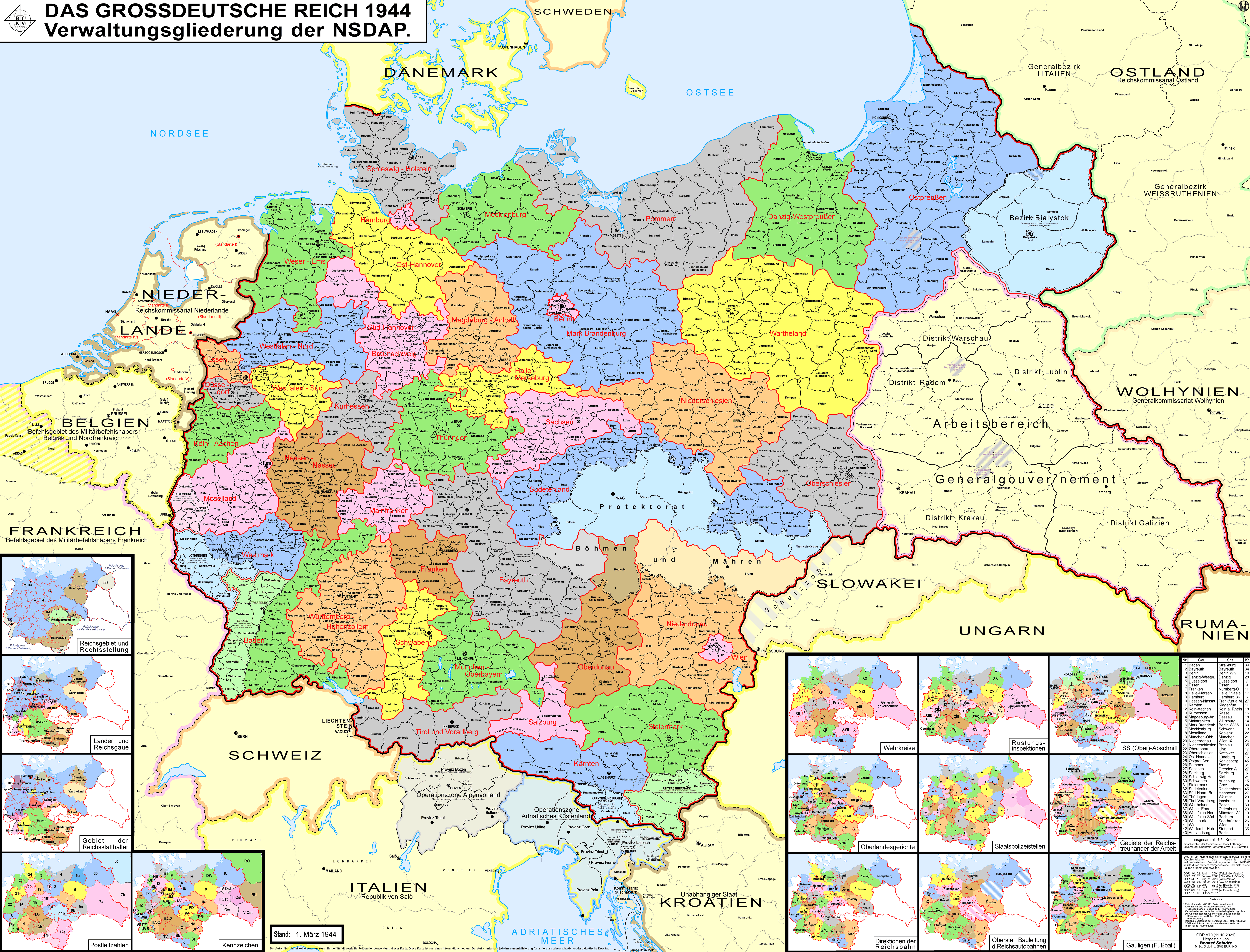
Reich tedesco, 1944

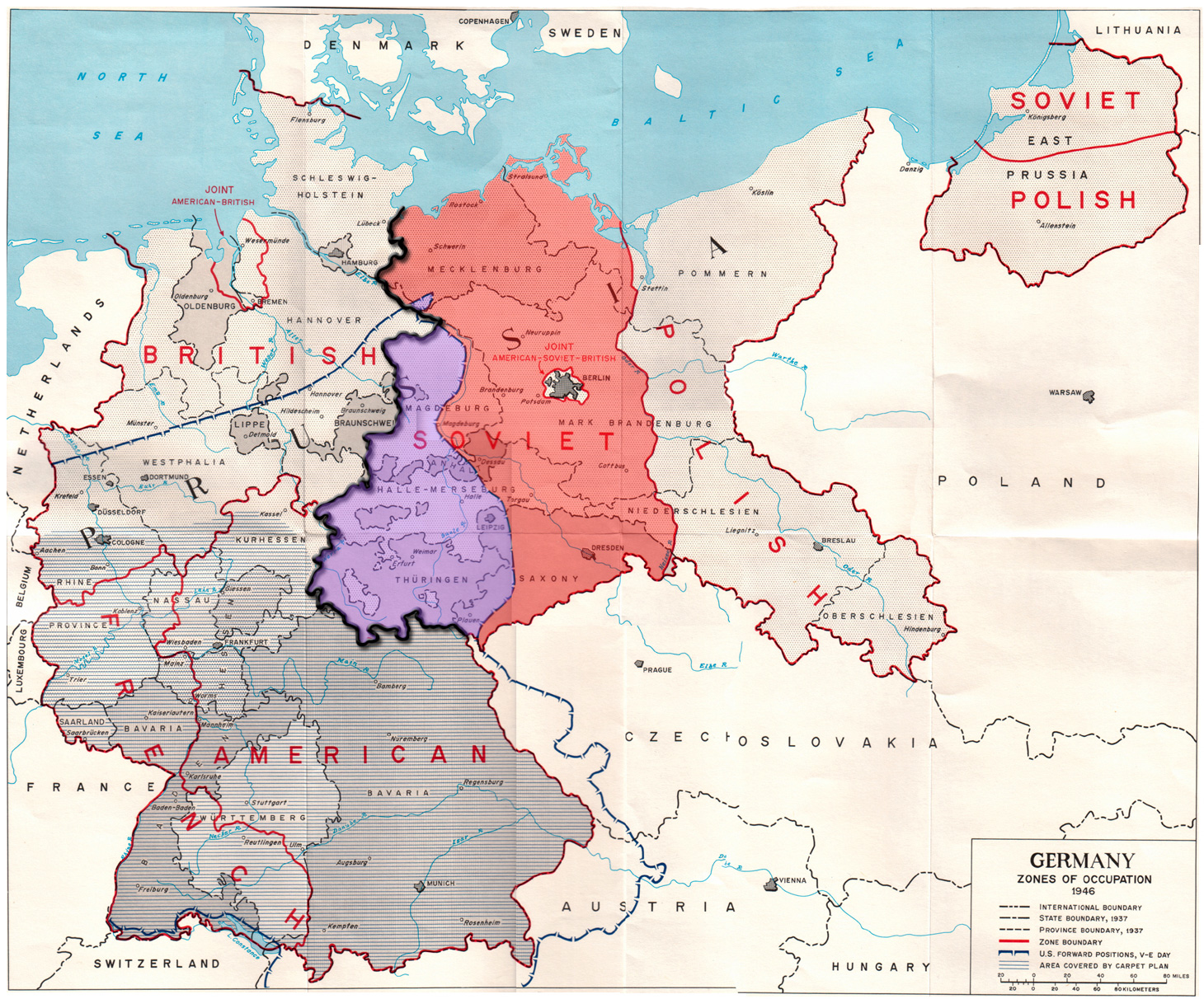
Reich tedesco, 1945

Reich tedesco (in tedesco Deutsches Reich, lett. "Stato Tedesco", "Impero Tedesco" o "Regno Tedesco") è stato il nome ufficiale dello Stato unitario tedesco dal 1871 al 1945. 
Alle volte Deutsches Reich viene tradotto come "Impero tedesco", ma impropriamente, in quanto ciò è applicabile per riferirsi solo alla Germania imperiale (1871-1918) sotto la dinastia degli Hohenzollern, che in tedesco è nota come Kaiserreich (lett. Reich del Kaiser, ovvero Cesare, il ruolo di imperatore).

## Storia
La storia del Reich Tedesco (1871-1945) è divisa in tre periodi distinti:
- 1871-1918: "Impero tedesco";

- 1918-1933: "Repubblica di Weimar";

- 1933-1945: "Germania nazista".

## Capi di Stato
| Deutsches Kaiserreich ("Zweites Reich") (18 gennaio 1871 - 9 novembre 1918) | Capo di Stato            | Durata mandato                      |
| --- | ------------------------ | ----------------------------------- |
| Deutscher Kaiser | Guglielmo I di Germania  | 18 gennaio 1871 – 9 marzo 1888      |
| Deutscher Kaiser | Federico III di Germania | 9 marzo 1888 – 15 giugno 1888       |
| Deutscher Kaiser | Guglielmo II di Germania | 15 giugno 1888 – 9 novembre 1918    |
| Deutsches Reich ("Weimarer Republik") (1919-1933) | Capo di Stato            | Durata mandato                      |
| Reichspräsident | Friedrich Ebert          | 11 febbraio 1919 – 28 febbraio 1925 |
| Reichspräsident | Paul von Hindenburg      | 12 maggio 1925 – 2 agosto 1934      |
| Deutsches Reich ("Drittes Reich") (14 luglio 1933 - 1935) Deutsches Reich ("Drittes Reich") (1935 - 26 giugno 1943) Großdeutsches Reich ("Drittes Reich") (26 giugno 1943- 8 maggio 1945) | Capo di Stato            | Durata mandato                      |
| Führer | Adolf Hitler             | 2 agosto 1934 – 30 aprile 1945      |
| Reichspräsident | Karl Dönitz              | 30 aprile – 23 maggio 1945          |